# Gonomyia bruchi
Gonomyia bruchi là một loài ruồi trong họ Limoniidae. Chúng phân bố ở vùng Tân nhiệt đới.